# Komisja Sicco Mansholta
Komisja Sicco Mansholta – Komisja Europejska, która swoją działalność rozpoczęła 22 marca 1972, a zakończyła 5 stycznia 1973. Przewodniczącym Komisji był Sicco Mansholt, a wiceprzewodniczącym Wilhelm Haferkamp.
Komisja składała się z Przewodniczącego i 8 komisarzy. Po dwóch przedstawicieli posiadały Niemcy, Włochy i Francja, a po jednym komisarzu Belgia, Luksemburg i Holandia.

## Skład Komisji
| Komisja                                                                 | Komisarz                 |
| ----------------------------------------------------------------------- | ------------------------ |
| Przewodniczący                                                          | Sicco Mansholt           |
| Komisarz ds. Rolnictwa                                                  | Carlo Scarascia-Mugnozza |
| Komisarz ds. Rynku Wewnętrznego, Komisarz ds. Energii                   | Wilhelm Haferkamp        |
| Komisarz ds. Ekonomicznych i Monetarnych                                | Raymond Barre            |
| Komisarz ds. Konkurencji, Komisarz ds. Polityki Regionalnej             | Albert Borschette        |
| Komisarz ds. Społecznych, Komisarz ds. Transportu, Komisarz ds. Budżetu | Albert Coppé             |
| Komisarz ds. Handlu                                                     | Ralf Dahrendorf          |
| Komisarz ds. Stosunków Zewnętrznych                                     | Jean-François Deniau     |
| Komisarz ds. Przemysłu                                                  | Altiero Spinelli         |